# Хуссар, Лаури
Лаури Хуссар (эст. Lauri Hussar; род. 4 сентября 1973, Выру) — эстонский журналист и политический деятель. Лидер партии «Эстония 200» с 15 октября 2022 по 19 ноября 2023 год. Спикер Рийгикогу XV созыва с 10 апреля 2023 года.

## Биография
Родился 4 сентября 1973 года в городе Выру в Эстонской ССР.
Окончил в 1991 году среднюю школу № 1 Выру имени Крейцвальда (ныне гимназия Выру имени Крейцвальда), а в 1997 году — Тартуский университет по специальности «теология», получил степень магистра.
В 1998—2006 гг. работал на телеканале TV3 репортёром и ведущим новостей, в 2004—2006 гг. — главным редактором новостей. В 2006—2016 гг. вёл передачи на радио Vikerraadio и телеканале ETV корпорации ERR. В 2016—2019 гг. был главным редактором газеты Postimees.
В 2019—2022 гг. работал медиатренером и консультантом.
В 2019 году вступил в партию «Эстония 200». Баллотировался на парламентских выборах 2019 года в избирательном округе № 3, но не был избран.
По результатам муниципальных выборов 2021 года избран в волостное собрание Виймси. В 2021—2023 гг. — председатель волостного собрания Виймси.
На партийном съезде 15 октября 2022 года избран председателем партии «Эстония 200». Хендрик Террас снял свою кандидатуру, Кристина Каллас, которая руководила партией с 2018 года, получила 94 голоса делегатов, а Лаури Хуссар — 101 голос.
По результатам парламентских выборов 5 марта 2023 года Лаури Хуссар избран в избирательном округе № 4 (Харьюмаа и Рапламаа). Всего партия «Эстония 200» получила 14 мандатов в Рийгикогу XV созыва и вошла в правительственную коалицию с Партией реформ и Социал-демократической партией. На первом заседании Рийгикогу 10 апреля Лаури Хуссар избран спикером. За него проголосовало 59 из 101 депутатов.

## Личная жизнь
Женат с 2008 года на Трийн Хуссар (Triin Hussar, урождённая Triin Aasa), у пары трое детей.

## Награды
- Орден князя Ярослава Мудрого II степени (18 октября 2024 года, Украина) — за весомый личный вклад в укрепление межгосударственного сотрудничества, поддержку государственного суверенитета и территориальной целостности Украины[4][5]